# Dermophis costaricense
Dermophis costaricense é uma espécie de anfíbio da família Caeciliidae.
É endémica da Costa Rica.
Os seus habitats naturais são: regiões subtropicais ou tropicais húmidas de alta altitude, plantações , jardins rurais e florestas secundárias altamente degradadas.